# Fels am Wagram-i koncentrációs tábor
A Fels am Wagram-i koncentrációs tábor a mauthauseni koncentrációs tábor egyik külső táborhelye Fels am Wagramban, Alsó-Ausztriában.

## Leírás
1938-ban kezdték meg Felsben egy kis repülőtér és a hozzá tartozó irányítóközpont építését. Bizonyítottan 1944. június 27-től magyar zsidókat kényszerítettek itt munkára, akik egy barakkban voltak elhelyezve, amelyet közvetlenül a területen állítottak fel. A Thürntal kastélyban elhelyezett külföldi munkásokkal együtt mintegy 3000 ember tartozott a parancsnok alá, akiket a földműveseknél és különböző cégeknél rabszolgamunkásokként alkalmaztak. A magyar zsidókkal foglyokként bántak, és kizárólag Felsben voltak munkára kényszerítve.
Ezt a sokáig a tudomány előtt ismeretlen kis lágert Fels civil lakossága és a környező falvak tudatlanságból lekicsinylik vagy teljesen figyelmen kívül hagyják. Az a kevés kortárs, akik ebben a táborban pénzért a Német Birodalomnak dolgoztak és erről tudósíthatnának, még ma is leblokkolnak.
A zsidók foglalkoztatásáról Felsben először a megyei munkaügyi hivatal elnökének rendeletében olvashatunk, amit 1944. június 27-én adtak ki. Ez a 11 pontból álló rendelet így kezdődik:
1. A zsidók, mint a fajtól idegenek, nem tagjai a német üzemi társaságoknak.
2. A zsidók foglalkoztatási viszonya különleges.
3. A zsidó munkásokat csak csoportokban lehet alkalmazni. Őket a többi kísérettől elkülönítve kell tartani és külön szálláson elhelyezni.
4. A német munkajogi előírások a zsidók foglalkoztatási viszonyaira nem érvényes.
5. A 18 év alatti zsidó foglalkoztatottakra ugyanazok az előírások érvényesek a munkaidővel kapcsolatban, mint a felnőttekre.

stb.

A mellékelt „Üzemvezetői tájékoztató a magyar zsidók alkalmazását illetően ’44 nyarán” (1–10. pont) tartalma hatályon kívül helyezi a fenn említett írást, mert így kezdődik: 
„Die Juden gelten als Häftlinge und unterliegen der Verfügungsgewalt der Geheimen Staatspolizei”
„A zsidók foglyok, és a titkos államrendőrség rendelkezési jogának vannak alávetve.”
 Az első zsidók, akiket a felsi lágerbe hivatalosan a munkaügyi hivatal küldött, a mellékelt listán azonosítószámmal, névvel és születési dátummal vannak feltüntetve.
A járási közigazgatás vezetője megerősítette 1944. július 11-én írt levelében Fels polgármesterének, hogy „…az utóbbi időben megérkező magyar zsidókat mint foglyokat…” kell kezelni. A mellékletben kapott a polgármester egy listát 62 zsidó személy nevével, születési dátumával és azonosítószámával. Ennek az 1944. július 1-jén keletkezett listának a segítségével a következő ott tartózkodott emberek korcsoportját lehet levezetni:
- a legidősebb magyar zsidó a táborban Samuel S(ch)old volt, aki 1868. május 15-én született,
- a legfiatalabb gyerekek Edith Reti (született: 1943. 09. 16.), Gabriel Hajdu (sz.: 1942. 08. 25.) és Peter Goldmann (sz.: 1941. 11. 13.) voltak,
- az összesen 72 zsidó személy közül 23 férfi és 49 nő volt, azaz az ott tartózkodók több mint 50%-a volt nő.

Fels am Wagram lakosait „verés, illetve egyéb tudomásukra hozó módszerek által informálták a magyar keleti zsidók létezéséről és a velük való kapcsolat tiltásáról”.
A felsi táborban bizonyíthatóan 1945. március 16-ig. Ezt az 5 éves Georg Schenker halála erősíti meg. A zsidó kisfiú egy robbanószerkezet által lelte halálát, és a felsi katolikus temetőben temették el. Azt, hogy a megboldogult Georg Schenkert a háború után exhumálták-e, vagy még mindig ott nyugszik, a mai napig nem tudjuk.

## Akik neve ismert
- Edith Reti: Az édesanyjával, Helennel (sz.: 1912. 03. 23.) és a bátyjával, Georggal (sz.: 1936. 06. 24.) volt a táborban. Edith neve szerepel a prieli halottak listáján, de az édesanyja és Georg nem. (1944. 04. 13.)
- Gabriel Hajdu: Az édesanyjával, Elisabethtel (sz.: 1907. 09. 07.) volt a táborban.
- Samuel S(ch)old: Mind a két listán előjön a neve, de egyszer „Sold”-ként említve, máskor „Schold”-nak írva.
- Peter Goldmann: Az édesanyjával, Margarete Goldmann-nal (sz.: 1913. 05. 09.) volt a táborban.
- Max Rosenberg: A feleségével egyként említik azok között a 72 zsidó között, akik később, 1944. július 13-án lettek a névjegyzékbe beírva. Max Rosenberg 1890. június 4-én született, felesége, Helene pedig 1894. november 6-án. Helene egy 1944. július 1-ji listára Helen néven és a 748-as azonosítószámmal került fel. Ezen a listán a férje még nincs rajta, viszont (a fiuk?) Misko Rosenberg (sz.: 1921. 01. 28.) igen. Ő már az 1944. július 13-i listán nem szerepel.
- Georg Schenker: Georg Schenker 1939. május 1-én, Budapesten született, és az 1944. július 13-i listán édesanyjával, Alice Schenkerrel (sz.: 1914. március 25.) szerepel. A gyerek 1945. március 16-án halt meg, és a 120-as számú sírba temették el Felsben.[3]

## Mai helyzet
Az egykori barakk területe, ami a Kamptal Straßétól északra található, mára már messzemenően fel van parcellázva és átépítve. A repülőtér ismét szántóföld.